# اچ‌ام‌اس جی۲
اچ‌ام‌اس جی۲ (به انگلیسی: HMS J2) یک زیردریایی بود. این زیردریایی در سال ۱۹۱۵ ساخته شد.